# Farynx

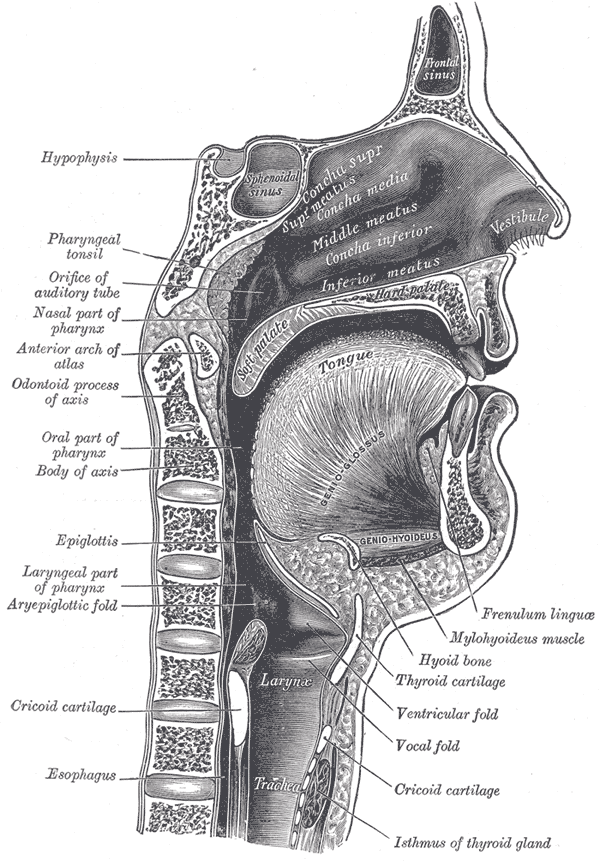
Pharynx

De farynx (Latijnse vormvariant: pharynx) of slokdarmhoofd is het bovenste deel van het ademhalings- en spijsverteringsstelsel van veel gewervelden en volgt direct na de neus en mond, vlak voor de slokdarm. Bij zoogdieren is dit de plek waar het spijsverterings- en het ademhalingsstelsel elkaar kruisen.
De farynx wordt verder onderverdeeld in drie delen. Het hoogste gedeelte, dat zich direct achter de neus bevindt, wordt de nasofarynx genoemd. Dus de nasofarynx is de neus-keelholte. Het iets lagere, direct achter de mond gelegen gedeelte heet de orofarynx. Nog iets lager bevindt zich de hypofarynx of laryngofarynx, die loopt tot aan de larynx.
De term farynx wordt ook wel gebezigd als synoniem voor keel, alhoewel dit niet helemaal correct is. Het bovenste gedeelte van de farynx - de nasofarynx - wordt nog niet tot de keel gerekend. De keel herbergt verder, behalve het grootste deel van de farynx, ook nog de larynx (het strottenhoofd).

## Aandoeningen
Een ontsteking van het slijmvlies van de farynx, in de volksmond bekend als keelontsteking, heet in medische termen faryngitis.
Mond · 
Huig · 
Keel · 
Farynx · 
Strotklepje · 
Slokdarm · 
Maag · 
Twaalfvingerige darm · 
Papil van Vater · 
Alvleesklier · 
Lever · 
Galblaas · 
Nuchtere darm · 
Kronkeldarm · 
Dunne darm · 
Blindedarm · 
Wormvormig aanhangsel · 
Dikke darm · 
Endeldarm · 
Anus